# 长柄船蛆
长柄船蛆（学名：Teredo parksi）为船蛆科船蛆属的动物。分布于夏威夷岛、菲律宾、马来亚以及中国大陆的广东、海南等地，生活环境为海水，主要生活于热带和高盐度或底盐度的海洋中，为害海中木材建筑和红树。该物种的模式产地在夏威夷群岛。